# Blízkov
Blízkov (in tedesco Bliskau) è un comune ceco situato nel distretto di Žďár nad Sázavou, nella regione di Vysočina.